# Ліндон Райв
Ліндон Райв (народився 22 січня 1977) є співзасновником SolarCity і працював її генеральним директором до 2016 року. SolarCity — постачальник послуг із чистої енергетики, який розробляє, фінансує та встановлює фотоелектричні системи, проводить аудит енергоефективності та модернізує та будує зарядні станції для електромобілів. Райв у 2006 році заснував компанію SolarCity зі своїм братом Пітером.
Першу компанію Райв створив у віці 17 років, перш ніж покинути рідну Південну Африку. Потім він став співзасновником компанії програмного забезпечення Everdream, яку зрештою придбала Dell. У вільний час Райв грає у підводний хокей.
Райв — двоюрідний брат інвестора SolarCity та підприємця Ілона Маска, оскільки їхні матері — близнюки.
У 2010 р. Райв був названий в MIT Technology Review «Інноватори до 35 років» одним із 35 найкращих інноваторів у світі у віці до 35 років.
Після того, як Tesla, Inc. придбала SolarCity у 2016 році, Райв оголосив у 2017 році, що залишить компанію та буде проводити час зі своєю родиною разом із подальшою підприємницькою діяльністю, включаючи роботу над новим стартапом.

## Нагороди
У 2013 році Райв був лауреатом премії Ernst & Young Entrepreneur of the Year у регіоні Північна Каліфорнія.